# Rajd Hiszpanii 2016

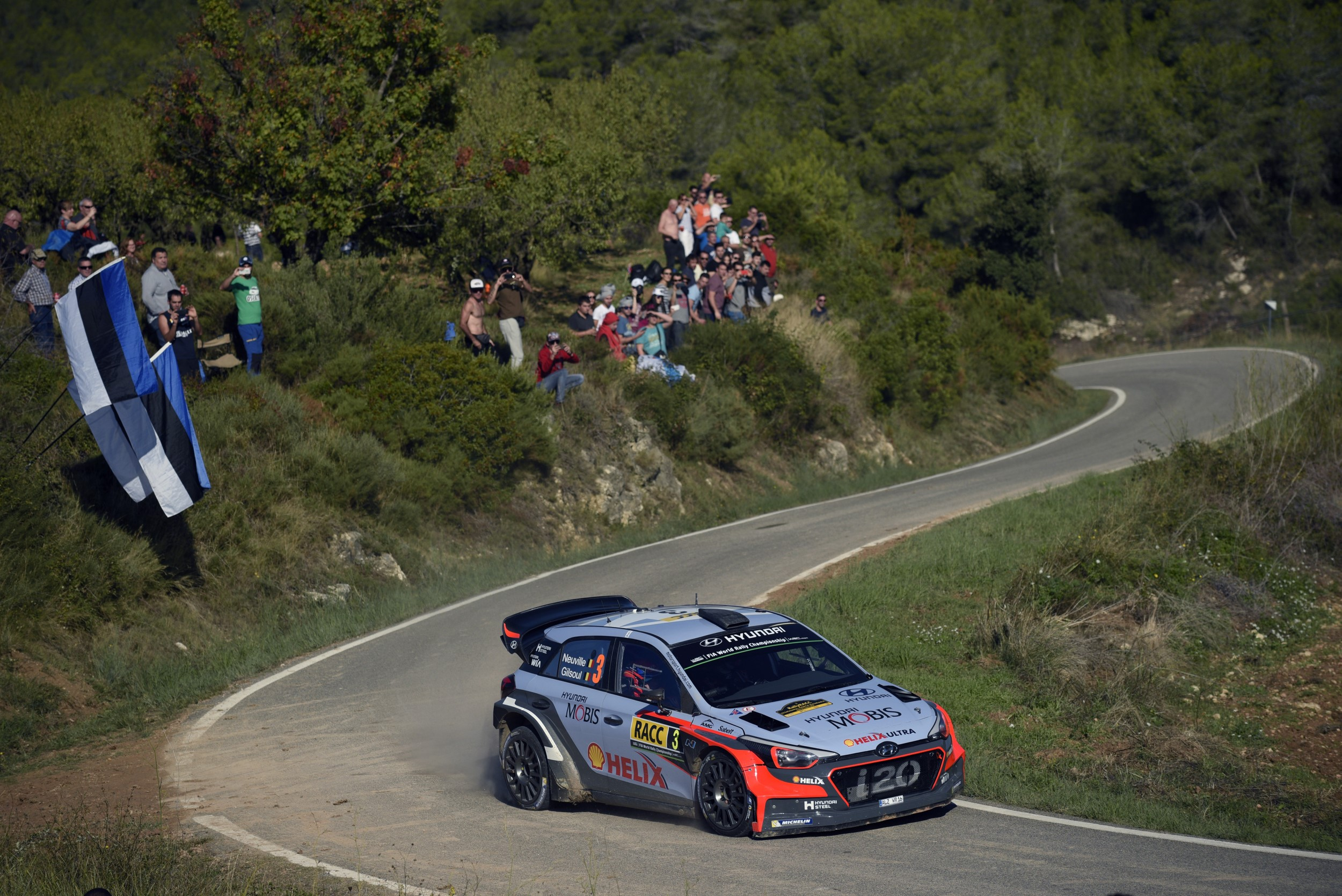
Thierry Neuville podczas Rajdu Hiszpanii 2016

Rajd Hiszpanii 2016 (52. RallyRACC Catalunya – Costa Daurada) – Rajd Hiszpanii rozgrywany w Hiszpanii od 13 do 16 października 2016 roku. Był dwunastą rundą Rajdowych Mistrzostw Świata w roku 2016. Rajd był rozgrywany na nawierzchni asfaltowej i szutrowej. Jego bazą było miasto Salou.

## Zwycięzcy odcinków specjalnych[3]
| Dzień | OS   | Nazwa                               | Długość  | Zwycięzca          | Samochód              | Czas    | Lider rajdu      |
| ----- | ---- | ----------------------------------- | -------- | ------------------ | --------------------- | ------- | ---------------- |
| 1     | SS1  | Barcelona (asfalt)                  | 3.20 km  | Ott Tänak          | Ford Fiesta RS WRC    | 3:47.6  | Ott Tänak        |
| 1     | SS2  | Caseres 1 (szuter)                  | 12.50 km | Thierry Neuville   | Hyundai i20 WRC       | 7:39.9  | Thierry Neuville |
| 1     | SS3  | Bot 1 (szuter)                      | 6.50 km  | Jari-Matti Latvala | Volkswagen Polo R WRC | 4:12.0  | Sébastien Ogier  |
| 1     | SS4  | Terra Alta 1 (szuter & asfalt)      | 38.95 km | Jari-Matti Latvala | Volkswagen Polo R WRC | 25:48.7 | Sébastien Ogier  |
| 1     | SS5  | Caseres 2 (szuter)                  | 12.50 km | Dani Sordo         | Hyundai i20 WRC       | 7:57.3  | Dani Sordo       |
| 1     | SS6  | Bot 2 (szuter)                      | 6.50 km  | Dani Sordo         | Hyundai i20 WRC       | 4:06.0  | Dani Sordo       |
| 1     | SS7  | Terra Alta 2 (szuter & asfalt)      | 38.95 km | Kris Meeke         | Citroën DS3 WRC       | 24:50.1 | Dani Sordo       |
| 2     | SS8  | Vilaplana (asfalt)                  | 6.28 km  | Jari-Matti Latvala | Volkswagen Polo R WRC | 4:03.4  | Dani Sordo       |
| 2     | SS9  | Alcover-Capafonts 1 (asfalt)        | 19.93 km | Jari-Matti Latvala | Volkswagen Polo R WRC | 11:05.9 | Dani Sordo       |
| 2     | SS10 | Querol 1 (asfalt)                   | 21.26 km | Sébastien Ogier    | Volkswagen Polo R WRC | 11:12.9 | Dani Sordo       |
| 2     | SS11 | El Montmell 1 (asfalt)              | 24.14 km | Sébastien Ogier    | Volkswagen Polo R WRC | 12:27.3 | Dani Sordo       |
| 2     | SS12 | Alcover-Capafonts 2 (asfalt)        | 19.93 km | Sébastien Ogier    | Volkswagen Polo R WRC | 11:02.0 | Dani Sordo       |
| 2     | SS13 | Querol 2 (v)                        | 21.26 km | Sébastien Ogier    | Volkswagen Polo R WRC | 11:14.3 | Dani Sordo       |
| 2     | SS14 | El Montmell 2 (asfalt)              | 24.14 km | Sébastien Ogier    | Volkswagen Polo R WRC | 12:29.3 | Sébastien Ogier  |
| 2     | SS15 | Salou (asfalt)                      | 2.24 km  | Kris Meeke         | Citroën DS3 WRC       | 2:33.0  | Sébastien Ogier  |
| 3     | SS16 | Pratdip 1 (asfalt)                  | 19.30 km | Sébastien Ogier    | Volkswagen Polo R WRC | 10:58.3 | Sébastien Ogier  |
| 3     | SS17 | Duesaigües 1 (asfalt)               | 12.10 km | Jari-Matti Latvala | Volkswagen Polo R WRC | 8:00.4  | Sébastien Ogier  |
| 3     | SS18 | Pratdip 2 (asfalt)                  | 19.30 km | Jari-Matti Latvala | Volkswagen Polo R WRC | 10:53.1 | Sébastien Ogier  |
| 3     | SS19 | Duesaigües 2 (asfalt) [Power Stage] | 12.10 km | Jari-Matti Latvala | Volkswagen Polo R WRC | 7:55.8  | Sébastien Ogier  |

## Power Stage – OS19[4]
| Pozycja | Kierowca           | Samochód              | Czas   | Strata. | Pkt. |
| ------- | ------------------ | --------------------- | ------ | ------- | ---- |
| 1       | Jari-Matti Latvala | Volkswagen Polo R WRC | 7:55.8 | 0.0     | 3    |
| 2       | Sébastien Ogier    | Volkswagen Polo R WRC | 7:57.4 | +1.6    | 2    |
| 3       | Dani Sordo         | Hyundai i20 WRC       | 7:59.0 | +3.2    | 1    |

## Wyniki końcowe rajdu[5]
| Poz.                   | Nr.                    | Kierowca               | Pilot                  | Zespół                           | Samochód               | Klasa                  | Czas                   | Strata                 | Punkty                 |
| Klasyfikacja generalna | Klasyfikacja generalna | Klasyfikacja generalna | Klasyfikacja generalna | Klasyfikacja generalna           | Klasyfikacja generalna | Klasyfikacja generalna | Klasyfikacja generalna | Klasyfikacja generalna | Klasyfikacja generalna |
| ---------------------- | ---------------------- | ---------------------- | ---------------------- | -------------------------------- | ---------------------- | ---------------------- | ---------------------- | ---------------------- | ---------------------- |
| 1                      | 1                      | Sébastien Ogier        | Julien Ingrassia       | Volkswagen Motorsport            | Volkswagen Polo R WRC  | WRC                    | 3:13:03.6              |                        | 27                     |
| 2                      | 4                      | Dani Sordo             | Marc Martí             | Hyundai Motorsport               | Hyundai i20 WRC        | WRC                    | 3:13:19.2              | +15.6                  | 19                     |
| 3                      | 3                      | Thierry Neuville       | Nicolas Gilsoul        | Hyundai Motorsport               | Hyundai i20 WRC        | WRC                    | 3:14:18.6              | +1:15.0                | 15                     |
| 4                      | 20                     | Hayden Paddon          | John Kennard           | Hyundai Motorsport N             | Hyundai i20 WRC        | WRC                    | 3:14:31.4              | +1:27.8                | 12                     |
| 5                      | 5                      | Mads Østberg           | Ola Fløene             | M-Sport World Rally Team         | Ford Fiesta RS WRC     | WRC                    | 3:16:28.0              | +3:24.4                | 10                     |
| 6                      | 12                     | Ott Tänak              | Raigo Mõlder           | DMACK World Rally Team           | Ford Fiesta RS WRC     | WRC                    | 3:18:28.5              | +5:24.9                | 8                      |
| 7                      | 10                     | Kevin Abbring          | Sebastian Marshall     | Hyundai Motorsport N             | Hyundai i20 WRC        | WRC                    | 3:20:34.9              | +7:31.3                | 6                      |
| 8                      | 34                     | Jan Kopecký            | Pavel Dresler          | Škoda Motorsport                 | Škoda Fabia R5         | WRC-2                  | 3:22:08.7              | +9:05.1                | 4                      |
| 9                      | 33                     | Pontus Tidemand        | Jonas Andersson        | Škoda Motorsport                 | Škoda Fabia R5         | WRC-2                  | 3:22:24.0              | +9:20.4                | 2                      |
| 10                     | 8                      | Craig Breen            | Scott Martin           | Abu Dhabi Total World Rally Team | Citroën DS3 WRC        | WRC                    | 3:23:00.7              | +9:57.1                | 1                      |
|                        |                        |                        |                        |                                  |                        |                        |                        |                        |                        |
| 14                     | 2                      | Jari-Matti Latvala     | Miikka Anttila         | Volkswagen Motorsport            | Volkswagen Polo R WRC  | WRC                    | 3:34:38.0              | +21:34.4               | 3                      |
|                        |                        |                        |                        |                                  |                        |                        |                        |                        |                        |
| 18                     | 6                      | Eric Camilli           | Benjamin Veillas       | M-Sport World Rally Team         | Ford Fiesta RS WRC     | WRC                    | 3:40:42.0              | +27:38.4               |                        |

1. ↑  Oznaczenie WRC w klasie informuje, iż tylko ci kierowcy zdobywali punkty dla swoich zespołów liczonych w klasyfikacji producentów na koniec sezonu.

## Klasyfikacja po 11 rundach
Tabele przedstawiają tylko pięć pierwszych miejsc.

### Kierowcy
| Lp. | Kierowca          | Pkt |
| --- | ----------------- | --- |
| 1   | Sébastien Ogier   | 222 |
| 2   | Andreas Mikkelsen | 127 |
| 3   | Thierry Neuville  | 127 |
| 4   | Hayden Paddon     | 114 |
| 5   | Daniel Sordo      | 111 |

### Producenci
| Lp. | Producent                | Pkt |
| --- | ------------------------ | --- |
| 1   | Volkswagen Motorsport    | 322 |
| 2   | Hyundai Motorsport       | 260 |
| 3   | M-Sport World Rally Team | 144 |
| 4   | Volkswagen Motorsport II | 136 |
| 5   | Hyundai Motorsport N     | 124 |